# 樫亮也
樫 亮也（かし りょうや、1986年12月30日 - ）は日本のモデル、タレント。兵庫県出身。株式会社リカラーの代表取締役であり、自ら所属もしている。

## 来歴
2006年にジャパンモデルエージェンシーに所属し、ファッションショーやブライダルの仕事を行う。
上京し2008年に、ワタナベエンターテイメントカレッジに入学し役者の勉強をする。
2009年に、ギャラリーモデルズに所属し、モデルとタレントとして活動する。
ホームクリーニングの会社のイケメンPR部隊として2012年に「イケメンお掃除隊」を結成。
女性自身を皮切りに、オレンジページ素敵奥さん。いいとも、はなまるマーケットなどのお昼のお帯番組に主演し、お風呂の防カビ君のCMにも主演し、イケメンお掃除隊のムック本も発売。
サラリーマンを経て、2022年株式会社リカラーを設立。代表取締役に就任。

## 主な出演

### イベント
- Dior（ディオール）
- GUCCI（グッチ）
- Panasonic Beauty
- BMW
- LONG CHAMP
- Tiffany（ティファニー）
- 花王　Primavista Dia
- フィリップモーリスジャパン
- プラダ
- エルメス

### ショー
- 2015 東京都理容競技大会
- 2008 ハイアットリージェンシー大阪
- 2008 ホテルモントレ
- 2007 帝国ホテル　ブライダルショー
- 2007 CATヘアコレクション
- 2006 大阪ライフスタイルコレクション

### スチール
- 2024 Zozotown内 Salong hameu
- 2024 マイナビニュース[3]
- 2018 内野株式会社　web広告
- 2016 スタジオアクア　カタログ
- 2016 Canon（キヤノン） web カタログ
- 2015 イケメンまかない飯
- 2015 CASIO EXILIM　カタログ
- 2015 夏ピア
- 2013 イケメンお掃除隊のスッキリテク[4](ムック本)
- 2012 すてきな奥さん
- 2012 女性自身

### CM.WEB
- 2023 Visa 海外向けインタビュー動画
- 2015 サイバーエージェント omiaiアプリ
- 2015 東京サマーランド
- 2013 ライオン お風呂の防カビ君
- 2012 ダイワハウス
- 2011 資生堂 AG+
- 2011 サントリー烏龍茶

### TV
- 2012 笑っていいとも
- 2012 はなまるマーケット
- 2012 ノンストップ
- 2011 Nottv
- 2008 美向上計画